# Henrik Smedjebacka
Lars Henrik Evald Smedjebacka, född 14 december 1925 i Terjärv, död 5 november 2012 i Helsingfors, var en finländsk missionär.
Smedjebacka var 1951–1955 svensk sekreterare vid Finska Missionssällskapet, 1955–1958 distriktsmissionär i Tanzania och därefter fram till 1963 lektor vid lutherska teologiska seminariet i Makumira samt 1964–1965 kyrkopresident i Njombe, Tanzania. Han återvände 1968 till hemlandet och innehade olika administrativa tjänster vid Finska Missionssällskapet, där han 1981–1991 var högste chef som missionsdirektor.
Smedjebacka blev teologie doktor 1973 och var 1975–1991 docent i kyrkohistoria och missionsvetenskap vid Åbo Akademi. Han skrev flera böcker om mission, förutom avhandlingen Lutheran church autonomy in Northern Tanzania (1973) bland annat Tjugofem år i Tanzania, Finska missionssällskapets insats 1948–1973 (1976), I Guds fotspår (2001), The search for church union in East Africa (2002) och Hela evangeliet till hela världen (2004), om Kyrkans utlandshjälp. 